# 海则庙乡
海则庙乡是中国陕西省榆林市府谷县下辖的一个乡。

## 行政区划
海则庙乡下辖以下行政区：
石道瓦村、寺畔村、高梁沟村、韩庄则村、杨庄则村、青阳墕村、孙崖尧村、王家墕村、尖堡则村、刘家坪村、磁尧沟村、寨峁村、沙尧则村、天桥则村、贺家畔村、西峁村、王大庄村